# MAPS
MAPS (Mail Abuse Prevention System) je organizace poskytující antispamovou ochranu pomocí DNSBL. Představuje pět různých seznamů, do kterých se přidávají IP adresy, nebo IP bloky. Každý seznam má svá kritéria, podle kterých jsou do něho IP adresy přidány. 
Jsou to:
- Real-time Blackhole List (RBL), také znám, jako DNSBL, obsahuje IP adresy spamerů.
- Dialup Users List (DUL), bloky adres, které obsahují mnoho SOHO uživatelů.
- Relay Spam Stoppers (RSS), PC rozesílající SPAM, např. hacknuté SMTP servery.
- Open Proxy Servers (OPS), naivně otevřené SMTP servery.
- Non-confirming Mailing List (NML), obchodníci používající opt-out strategii. V rozesílaném e-mailu je odkaz, který po kliknutí umožňuje příjemci odhlásit se z příjmu e-mailů.

Zkratka MAPS je spam pozpátku.

## Historie
MAPS vznikla v roce 1996 jako nezisková organizace inovativní antispamové techniky.  Historie MAPS je svázána s historií DNSBL. Dave Rand a Paul Vixie začali sdružovat seznam IP adres, které jim zasílali SPAM. Seznam je známý jako Real-time Blackhole List (RBL). Mnoho síťových manažerů chtělo používat jejich RBL, a blokovat tak nežádoucí e-maily, proto Rand s Vixiem vytvořili DNS servery s těmito IP. V poměrně krátkém čase se stali velice populární.
Bylo zde absolutní právo zveřejnit antispamový blacklist. MAPS publikovala stránku: „Jak nás žalovat“, kde vyzvala spammery k žalobě aby jim pomohli vytvořit judikaturu. V roce 2000 byly MAPS zažalovány nejméně ve 3 případech, a to společnostmi Yesmail, Media3 a výzkumnou agenturou Harris Interactive. Když v tomto roce přišli první soudní spory, MAPS přijala Annu P. Mitchellovou jako svou ředitelku právních a veřejných záležitostí.
V roce 2001 MAPS zpoplatnila přístup ke svým seznamům. Nezískala totiž dostatek finančních prostředků z bezplatné podpory, proto byla nucena se takto rozhodnout, stále však pracovala v duchu neziskové organizace. 
V roce 2004 se MAPS stala divizí firmy Kelkea, Inc. Přestěhovali se z Redwood City do San Jose, a změnili koncovku stránek z .org na .com. Dave Rand se stal výkonným ředitelem Kelkea.
V červnu 2005 společnost Tend Micro, Inc převzala Kelkea. Přineslo to výrazné zlepšení v oblasti placených služeb, včetně plně automatizovaného způsobu pro předplacení přístupu k seznamům. Přišlo také vylepšení uživatelského rozhraní, kde si uživatelé mohou zobrazovat hlášení a mají možnost nastavení Whitelistů a Blacklistů.

## DUL seznamy
Návrht mnoha seznamů může uživatele MAPS mást. Rozdíl mezi proxy servery přenášející spam a spamerem nelze tak jednoduše rozpoznat. Proto správcové e-mailové pošty mohou říci, že čím více Blacklistů používají, tím více spamu zablokují. Nicméně jeden z MAPS seznamů se výrazně liší od ostatních. Jedná se o DUL seznam, ve kterém jsou DUL adresy přidělovány staticky, nebo dynamicky koncovým uživatelům. Tyto adresy nejsou přímo spojeny s nevyžádanou poštou a v archivech není žádný důkaz, že adresa byla někdy použita k rozesílání spamu. 
Účel DUL byl, aby Dialup uživatelé pro odesílání e-mailů používali spíše ověřený mailový server (např. svého poskytovatele internetového připojení), než aby odesílali poštu přímo pomocí svého vlastního e-mailového serveru. Ověřený ISP si může dovolit monitorovat své systémy důkladněji, aby se zabránilo šíření virů, útoků a jiných hrozeb. SPF ochrana umožňuje definovat, které uzly v Internetu jsou oprávněny posílat e-maily s adresou odesílatele, avšak s odesíláním e-mailů skrze takový servery není s blokováním jednotlivých IP adres kompatibilní. Pokud zablokujete nějakého spammera, zablokujete tím všechny uživatele poštovního serveru.

## Problémy
MAPS nedokáže jednoznačně rozeznat ISP od koncového uživatele. I když se může zdát, že je jednoduché rozpoznat ISP, které je poskytovatel sítě nebo e-mailový provozovatel, dají se snadno zaměnit s koncovým uživatelem. Pokud do whitelistu umístíte IP podle lokálního místa v Internetu, DUL může blokovat poštu, a dojde k nespolehlivosti dodání e-mailů v dané lokalitě.
Co představuje zdroje spamu je nejednoznačně dáno sadou pokynů a názorů. MAPS mívá problémy s mailovými službami firem, jednoduše proto, že představují potenciální riziko pro rozesílání spamu. I když k rozesílání spamu z IP adresy Spammera téměř nedochází.
I když MAPS může blokovat velké množství webových stránek a koncových uživatelů, je schopna zachytit pouze 2 % spamu, ale MAPS mluví o vyšších číslech.